# Xavier Deluc
Pour les articles homonymes, voir Deluc.
Xavier Lepetit, dit Xavier Deluc, est un comédien, réalisateur et scénariste français, né le 18 mars 1958 à Caen.
Il est notamment connu du grand public pour avoir son rôle de Martin Bernier dans la série télévisée Section de recherches depuis 2006.

## Biographie

### Enfance et formation
Xavier Lepetit est né à Caen dans le Calvados, le 18 mars 1958. Son enfance se passe à Jacob Mesnil, un hameau juste à côté de Bretteville-sur-Laize. Élevé en pension à Lisieux, il a aussi grandi à Démouville. Il tourne en tant qu'amateur son premier court-métrage à quatorze ans. Il fréquente le lycée Sainte Marie à Caen dans les années 70. 
À vingt ans, il va à Paris et s'inscrit au cours Florent. L'acteur Robert Hossein le remarque et lui confie son premier rôle : le  jeune Edgar Linton dans sa pièce Les Hauts de Hurlevent, d'après l'œuvre d'Emily Brontë au théâtre de Boulogne-Billancourt puis à Lyon en 1979.

### Carrière
C'est sous son nom de naissance, Xavier Lepetit, qu'il débute dans son premier film Les Surdoués de la première compagnie de Michel Gérard (1981) avant de rejoindre Max Pécas pour Belles, blondes et bronzées (1981) et Les Branchés à Saint-Tropez (1983).
En 1984, en pleine production du film La Triche de Yannick Bellon, un distributeur lui demande de prendre un pseudonyme pour parfaire les affiches. Le comédien songe à ses week-ends à Luc-sur-Mer sur la Côte de Nacre où il passe la plupart du temps : il devient alors Xavier Deluc. Grâce à ce film, il est nommé en 1985 à la 10e cérémonie des César en tant que meilleur espoir masculin. Puis l'année suivante, à la 11e cérémonie des César, où il est nommé comme meilleur acteur dans un second rôle pour On ne meurt que deux fois de Jacques Deray, juste après le film de science-fiction Diesel de Robert Kramer (1985).
Xavier Deluc est également un comédien de théâtre. Après La Villa bleue de Jean-Claude Brisville à l'Espace Cardin en 1986, Xavier Deluc rencontre son metteur en scène Jean Marais au théâtre des Bouffes-Parisiens pour endosser les costumes de Hans dans la pièce Bacchus de Jean Cocteau en 1988.
Il met en scène la pièce La Pluie du soleil sur le thème de la drogue à l'occasion de son association Non à la drogue, oui à la vie qu'il a créée en 1991, et y interprète au théâtre Comédie-Caumartin.
De 1998 à 2005, il tient le rôle principal dans la série Marc Eliot puis en 2006, il décroche le rôle le plus important de sa carrière télévisuelle, en interprétant le Major, puis Lieutenant, puis Capitaine Martin Bernier, personnage principal de la série Section de recherches.
Il a  joué  Christian Brehat le skipper et fiancé de Marie Kermer dans la saga Dolmen aux côtés d'Ingrid Chauvin et Bruno Madinier.
En 2007, il écrit et réalise son premier long-métrage Tombé d'une étoile dans lequel il joue aux côtés de Thomas Sagols, Rona Hartner et  Jean-Louis Tribes. Film pour lequel il est récompensé du Prix de la réalisation au Festival international du film de Monaco en mai 2009.

### Vie privée
Il rejoint l’Église de Scientologie en 1988, et fonde avec elle, en 1991, l'association Non à la drogue, oui à la vie.
Il écrit son premier roman Ton écho ne meurt pas, publié par France Europe Éditions en 2007.

## Filmographie

### Cinéma
- 1981 : Les Surdoués de la première compagnie de Michel Gérard (crédité sous Xavier Lepetit)
- 1981 : Belles, blondes et bronzées de Max Pécas : Marc (crédité sous Xavier Lepetit)
- 1983 : Les Branchés à Saint-Tropez de Max Pécas : Christian (crédité sous Xavier Lepetit)
- 1984 : La Triche de Yannick Bellon : Bernard Mirande
- 1985 : Diesel de Robert Kramer : Drimi
- 1985 : On ne meurt que deux fois de Jacques Deray : Marc Spark
- 1985 : La Tentation d'Isabelle de Jacques Doillon : Alain
- 1986 : États d'âme de Jacques Fansten : Michel
- 1986 : Héroïne (Captive) de Paul Mayersberg : D
- 1986 : Beau temps mais orageux en fin de journée de Gérard Frot-Coutaz : Bernard
- 1986 : Cours privé de Pierre Granier-Deferre : Laurent
- 1987 : La Brute de Claude Guillemot : Jacques Vauthier
- 1987 : Cayenne Palace d'Alain Maline : Mathieu
- 1988 : Ne réveillez pas un flic qui dort de José Pinheiro : Lutz
- 1998 : El pianista de Mario Gas : Larsen
- 2004 : Les Parisiens de Claude Lelouch : Pierre
- 2004 : Rue des sans-papiers d'Alain Carville
- 2006 : Un printemps à Paris de Jacques Bral : L'ami d'Hélène
- 2007 : Tombé d'une étoile de Xavier Deluc
- 2007 : Marié(s) ou presque de Franck Llopis: Philippe, le VRP

### Télévision

#### Téléfilms
- 1981 : L'Ange noir de Roland-Bernard : Franck
- 1988 : Au nom du peuple français de Maurice Dugowson : Jean-François Thierry
- 1989 : Le Prix du silence de Jacques Ertaud : Ernest Planchard
- 1989 : Un conte des deux villes (A Tale of Two Cities) de Philippe Monnier : Charles Darnay
- 1990 : Les Cavaliers aux yeux verts de Michel Wyn : Joël Rouch
- 1990 : L'Homme au double visage de Claude Guillemot : Serge Dauvet/Jacques Verdone
- 1994 : Un jour avant l'aube de Jacques Ertaud : lieutenant Maury
- 1995 : L'Affaire Dreyfus d'Yves Boisset : Lucien Herr
- 1996 : Barrage sur L'Orénoque de Juan Luis Buñuel : Ugo
- 1997 : Une vie pour une autre de Henri Helman : Manocci
- 1997 : Villa vanille de Jean Sagols : Jean Bécalier
- 1998 : Micro climat de Marc Simenon : Carl
- 2000 : L'Enfant de la honte de Claudio Tonetti : Louis Rostaing
- 2005 : L'Ombre d'un crime de Jean Sagols : Mathieu, l'oncle de Camille
- 2005 : Cyrano de Ménilmontant de Marc Angelo : Simon Brochen
- 2014 : Changement de cap de Nicolas Herdt : Alex Legrand
- 2017 : Meurtres dans les Landes de Jean-Marc Thérin : Walter Beaumont

#### Séries télévisées
- 1981 : Cinéma 16 (téléfilm Trente hectares de bonne terre de Jean-Pierre Gallo) (crédité sous Xavier Lepetit)
- 1982 : Marion (saison 1, épisode 3 Michel Bailleul, architecte naval) (crédité sous Xavier Lepetit)
- 1985 : Série noire (épisode : Pitié pour les rats de Jacques Ertaud) : Michel Salgado
- 1987 : L'Heure Simenon (saison 1, épisode 2 : Cour d'assises) : Petit Louis
- 1989 : Un conte des deux villes (mini-série) : Charles Darnay
- 1989 : Bonne espérance : Jack Mardsen
- 1991-1992 : Riviera : Christophe
- 1991 : Coup de foudre (épisode Martingale) : David
- 1992 : Fantômes en héritage (mini-série) : Melchior
- 1992 : La Mafia 7 : Enquête sur la mort du commissaire Cattani (La Piovra 7) : Lorenzo Ribeira (6 épisodes)
- 1994 : Charlemagne, le prince à cheval (mini-série) :
  - Saison 1, épisode 1 Le prince : Roland
  - Saison 1, épisode 2 Le roi : Roland
- 1994 : Aventures dans le Grand Nord (saison 1, épisode 1 L'honneur des grandes neiges)
- 1995 : L'Éducateur (saison 1, épisode 1 Trop libre pour moi) : Bruno
- 1996 : Terre indigo (mini-série) :  Pierre Vallogne/Louis Debarbera
- 1997 : Mission protection rapprochée (saison 1, épisode 1 Les amazones) : Claude Janson
- 1997 : Sud lointain (mini-série) : Alban Saint-Réaux
- 1998-2005 : Marc Eliot : Marc Eliot
- 2002 : La Ligne noire (mini-série) : Commissaire Scherer
- 2004 : Sœur Thérèse.com (saison 1, épisode 3 Jardin secret) : le capitaine Colin
- 2004 : Léa Parker (saison 1, épisode 5 Kidnappée) : Varenne
- 2004 : L'Instit (saison 9, épisode 2 Privé d'école) : Gilles
- 2005 : La Battante (mini-série) : Jérôme Arfan
- 2005 : Dolmen : Christian Bréhat (dans 4 épisodes)
- 2005 : Alice Nevers : Le juge est une femme (saison 4, épisode 1 La petite marchande de fleurs) : Jean-Louis Sampers
- 2005 : Commissaire Moulin (saison 7, épisode 5 Kidnapping) : Veraghen
- 2006 : Quai n°1 (épisode Ne réveillez pas les morts qui dorment) : Alexis Lazzaro
- 2006 : Joséphine, ange gardien (saison 10, épisode 2 : De toute urgence !) : Bertrand  Gavalda
- depuis 2006 : Section de recherches : Major, lieutenant, capitaine puis commandant Martin Bernier (rôle principal).
- 2019 : Alice Nevers : Le juge est une femme : capitaine Martin Bernier
- depuis 2021 : Demain nous appartient : Sébastien Perraud (depuis la saison 5)
- 2021 : Joséphine, ange gardien (saison 21, épisode 1 Les perchés !) : Alexandre
- 2023 : Léo Matteï, Brigade des mineurs (saison 10, épisodes 3 et 4 : La menace fantôme) : Patrick Lefort
- 2024 : Camping Paradis (saison 15, épisode 2 : Clair de lune au paradis) : Thierry

## Théâtre
- 1979 : Les Hauts de Hurlevent d'Emily Brontë, mise en scène par Robert Hossein au théâtre de Boulogne-Billancourt[10]
- 1986 : La Villa bleue de Jean-Claude Brisville, mise en scène par Pierre Boutron à l'Espace Cardin[3]
- 1988 : Bacchus de Jean Cocteau, mise en scène par Jean Marais au théâtre des Bouffes-Parisiens[4]
- 1994 : Rêve intermittent d'une nuit triste d'Ophélie Orrechia, mise en scène par Michel de Maulne à la Maison de la Poésie
- ? : La Pluie du soleil, mise en scène par Xavier Deluc au théâtre Comédie-Caumartin[5]
- 2025 : Secret de famille d'Éric Assous, mise en scène Philippe Hersen, tournée

## Distinctions

### Récompense
- Festival international du film de Monaco 2009 : Prix de la réalisation pour son premier film Tombé d'une étoile[7]

### Nominations
- César 1985 : César du meilleur espoir masculin pour La Triche
- César 1986 : César du meilleur acteur dans un second rôle pour On ne meurt que deux fois

### Homonymes
- Xavier Deluc, dessinateur d'humour de presse
- Xavier Delluc photographe de presse